# Chassalia pteropetala
Chassalia pteropetala är en måreväxtart som först beskrevs av Karl Moritz Schumann, och fick sitt nu gällande namn av Martin Roy Cheek. Chassalia pteropetala ingår i släktet Chassalia och familjen måreväxter. Inga underarter finns listade i Catalogue of Life.